# Hans Luther
Hans Luther (Berlin, 10. ožujka 1879. – Düsseldorf, 11. svibnja 1962.) je bio njemački političar koji je od 15. siječnja 1925. do 12. svibnja 1926. služio kao njemački kancelar.
Rođen u Berlinu, Luther je u politiku ušao 1907. kao gradski savjetnik u Magdeburgu. Godine 1913. postao je tajnik Städtetaga, a 1918. gradonačelnik Essena. U prosincu 1922., kancelar Wilhelm Cuno je Luthera postavio za ministra hrane i agrikulture. 
Tu poziciju zadržao je i 1924. kada je Wilhelm Marx postao kancelar. Luther je 1925. postavljen za kancelara, ali je Marx ponovo postao kancelar već 1926. Luther je nakon smarti Friedricha Eberta kratko služio kao privremeni njemački predsjednik. 
Luther je 1930. postavljen za predsjednika Reichsbanka. Nakon toga je postavljen za njemačkog veleposlanika u SAD-u, gdje je služio od 1933. do 1937., kada je otišao u mirovinu.
Luther je 1933. održao poznati govor na Sveučilištu Columbia. Nakon tog govora, Nicholas Murray Butler, predsjednik Columbije, je održao primanje u njegovu čast. 
Nakon Drugog svjetskog rata, Luther se povukao iz mirovine kako bi služio kao savjetnik novoj vladi. Preminuo je 11. svibnja 1962. u Düsseldorfu.